# اوست-واینگا
اوست-واینگا (به لاتین: Ust-Vayenga) یک منطقهٔ مسکونی در روسیه است که در استان آرخانگلسک واقع شده‌است.